# Zona d'exclusió de Txornòbil
La zona d'exclusió o d'alienació de Txornòbil (en ucraïnès: Зона відчуження Чорнобильської АЕС, zona vidchuzhennya Chornobyl's'koyi AES) és una zona d'exclusió designada oficialment al voltant de la planta d'energia atòmica de Txornòbil que es va establir arran de l'accident de Txornòbil.:p.4–5:p.49f.3
Va ser establerta militarment per la Unió Soviètica ben aviat després de l'accident nuclear de l'any 1986. Inicialment era una zona d'un radi de 30 km des de la planta nuclear de Txornòbil per l'evacuació i sota control militar. Els seus límits han canviat fins a cobrir una gran zona d'Ucraïna. El sarcòfag que cobreix l'antiga planta d'energia nuclear de Txornòbil s'administra de manera separada.
Actualment, (2013), la zona d'exclusió cobreix una superfície aproximada de 2.600 km²
El propòsit d'aquesta zona d'exclusió és restringir l'accés a les zones perilloses, reduir l'extensió de la contaminació radiològica i dirigir les activitats radiològiques i monitorar les activitats ecològiques. Actualment aquesta zona d'exclusió és una de les zones més contaminades radioactivament del món però desperta un gran interès científic i fins i tot turístic. Conté una fauna variada.
Geogràficament inclou els raions més al nord d'Ucraïna de les óblasts de Kiev i de Jitòmir.